# Ottavia Pogliaghi
Ottavia Pogliaghi (Firenze, 14 febbraio 1891 – Gerba, 1974) è stata un'artista e incisore italiana.
Ha partecipato a importanti Mostre Nazionali ed Internazionali, sia in Italia sia all’estero.
In Italia:
- Calcografia Nazionale di Roma (1934)
- Quadriennale di Roma (1935-1943-1951)
- Mostra dell’Incisione a Brera (1938)
- Mostra dell’Incisione a Orvieto (1939)
- Mostra del Ritratto a Firenze (1941-1962)
- Cinquanta anni di Arte in Toscana a Palazzo Strozzi (1952)
- Biennale Internazionale di Padova
- Mostre Nazionali a Trieste, Taranto, Forlì, Siena ecc.
- Mostra postuma alla Galleria Lyceum di Firenze (1975)
- Mostra postuma a Milano, Galleria L'Originale (?), 2001

All’Estero: Riga, Atene, Dusseldorf, New York, Kansas City, Parigi, Bruxelles, Cannes, Stoccolma.
Sue opere si trovano:
- Al Gabinetto Disegni e Stampe della Galleria degli Uffizi.
- Alla Galleria d'Arte Moderna a Firenze.
- Al Musée du Livre a Bruxelles.
- Alla Calcografia Nazionale di Roma.

## Pubblicazioni
- Ottavia Pogliaghi e Fredi Chiappelli (a cura di), Le incisioni di Francesco Chiappelli, Firenze, Leo S. Olschki Editore, 1965.